# 2005 en Alberta
Chronologie de l'Alberta
- 2001
- 2002
- 2003
- 2004
- 2005
- 2006
- 2007
- 2008
- 2009

Cette page concerne des événements qui se sont produits durant l'année 2005 dans la province canadienne de l'Alberta.

## Politique
- Premier ministre : Ralph Klein du parti Progressiste-conservateur
- Chef de l'Opposition : Kevin Taft  (du 27 mars 2004 au 14 décembre 2008, Libéral)
- Lieutenant-gouverneur :  Lois Hole puis Norman Kwong.
- Législature :

## Événements
- 3 janvier : découverte d'un cas de vache folle dans la province de l'Alberta. L'animal atteint par l'encéphalopathie spongiforme bovine (ESB) est né en 1996.

- 20 janvier : Norman Kwong devient Lieutenant-Gouverneur de la province.

- 24 mai : à l’occasion du centenaire de la province de l'Alberta, des vitraux portant le monogramme royal et les emblèmes de l’Alberta ont été installés au-dessus de l'entrée principale du bâtiment. «Sa Majesté la Reine» Élisabeth II a dévoilé ces vitraux le 24 mai 2005[1],[2].

## Décès
- 6 janvier : Lois Hole, lieutenant-gouverneur de l'Alberta.